# Після нас хоч потоп

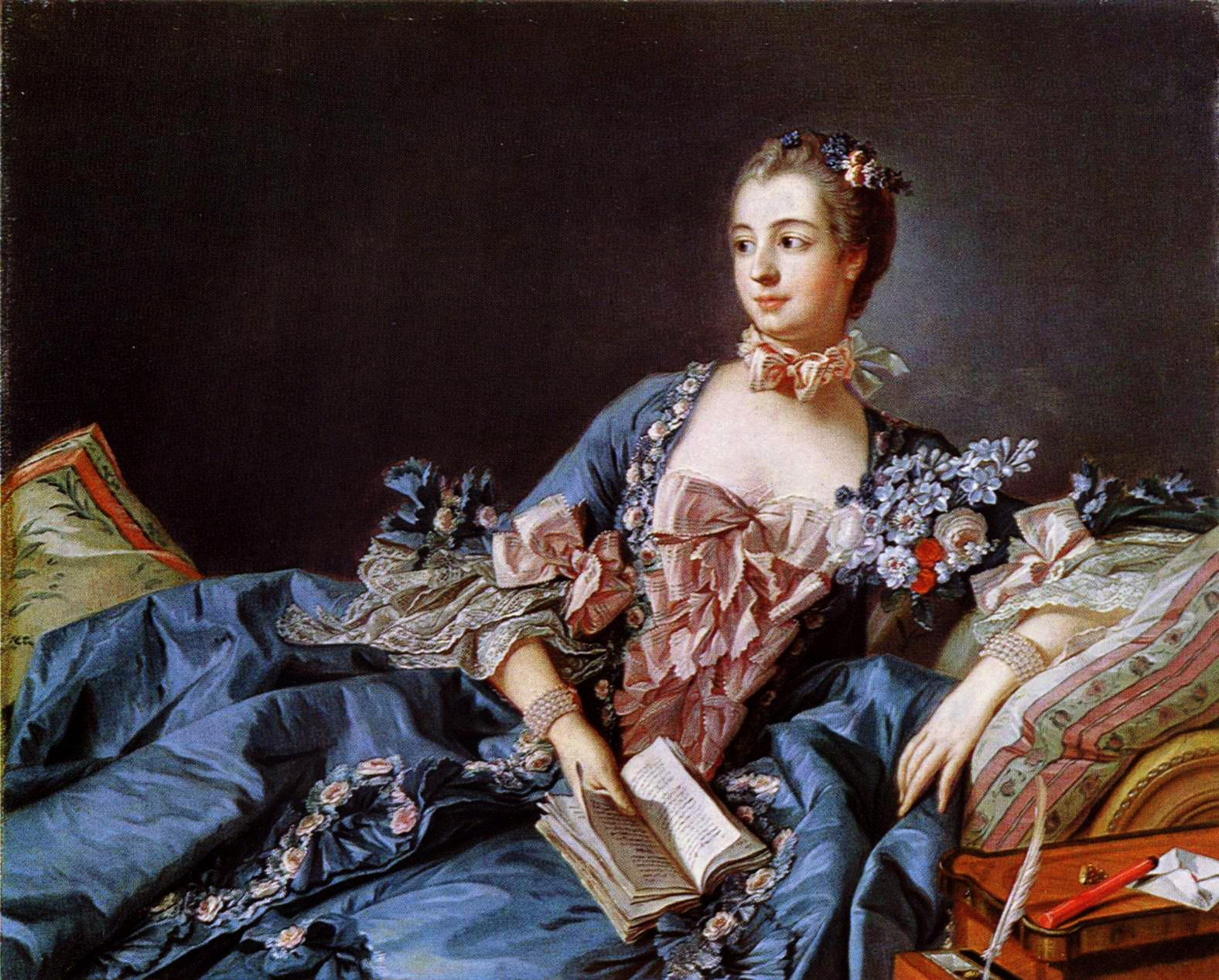
Маркіза де Помпадур

Після нас хоч потоп (фр. Après nous le déluge або après moi, le déluge) — крилата фраза, вперше вжита після принизливої для французів поразки при Росбаху. Є два варіанти інтерпретації цих слів.
Зазвичай, зокрема у пострадянському середовищі, це перекладають як: після нас хай гине весь світ і приписують маркізі де Помпадур, коханці Людовика XV. У цьому значенні фраза стала символом політики широких витрат, яку проводив Людовик. Приводять цитату на позначення самовбивчої або недалекоглядної політики, здійсненої проти інтересів народу, критикуючи одноосібну владу. Можуть бути сумніви з приводу того, як принизлива битва при Росбаху могла надихнути маркізу де Помпадур на такі легковажні і зверхні слова. З іншого боку такий переклад фрази у пострадянському середовищі пояснюється тим, що національні еліти пострадянських держав вчилися переважно по радянським підручникам історії, де до французької монархії ставилися зневажливо. А після розвалу СРСР національні еліти пострадянських держав переглянули лише бачення національних історій, проте не переглядали бачення світової історії.

Друге значення зустрічається в англомовному середовищі: після нас — потоп. Автор цитати в такому значенні може мати на увазі, що його одноосібна влада утримує стабільність у країні. А після зміни влади, наприклад революційним шляхом, почнеться потоп. У цьому значенні, ці слова використовуються для захисту одноосібної влади. Наприклад, Нью-Йорк Таймс:
Порушуючи п'ять днів тиші — і фактичну відсутність згадок у контрольованих державою медіа — про найбільші за декілька років протести в Росії, президент Володимир Путін відповів публічно в четвер на адресу національних демонстрацій зі знайомим повідомленням: après moi, le déluge. Виступаючи у північному порту Архангельськ на міжнародному форумі з арктичних питань, пан Путін захищав свою боротьбу з корупцією і застеріг, що такі спалахи гніву, якщо їх не приборкати, можуть привести до хаосу, схожого на той, який стався після повстань Арабської весни.

## Значення
Сьогодні крилату фразу «після нас хоч потоп» вживають на позначення людей, які відверто споживають ресурси, не повертаючи нічого взамін; не думають про своїх наступників. Зокрема, вислів часто вживається в публіцистиці, у ЗМІ.
Прототипом вислову була старовинна грецька приказка, яку часто в латинському перекладі вживав імператор Тиберій: Me mortuo terra misceatur igni («після моєї смерті хоч земля змішається з вогнем»).